# Laino Castello
Laino Castello – miejscowość i gmina we Włoszech, w regionie Kalabria, w prowincji Cosenza.
Według danych na rok 2004 gminę zamieszkiwało 901 osób, 23,1 os./km².